# Ödmården
Ödmården (gammalsv. Ömorþ, av mor eller mar, "skog") är en gränsskog och ett större skogsområde mellan Hamrånge socken i Gästrikland och Stråtjära, Skogs socken  i Hälsingland. Ödmården är omnämnd år 1296 i Upplandslagen som Upplands nordgräns (Gästrikland räknades då till Uppland) mot Hälsingland, då egentligen i meningen Norrland.
Odlingen trängde småningom upp ifrån kustlandet, till en början via fäbodvallar. Slutligen förmådde ärkebiskop Nils Allesson 1302 de kringboende sockenmännen att mitt på skogen avsätta ett större område till underhåll av ett "sälohus" (d.v.s. "härbärge för resande"; nu byn Själstuga), varefter nybyggare snart infann sig och Skogs socken bildades. I övrigt utbredde sig Ödmården i södra delarna av Hanebo och Bollnäs socknar samt i norra delen av Ockelbo socken.
Tönnebro i Ödmården har haft värdshus eller krog här under många århundraden. Här fick hästarna vila och de resande sova ut. Det sägs, att Hälsinglands apostel, den helige Staffan, mördades vid Tynnebroå på Ödmården.
Den förr fruktade, stora skogen är numera betydligt uthuggen. Stora sträckor upptas av magra  ljunghedar, mossar och kärr. Bland de högsta bergen i denna trakt märks det omkring 356 m höga Storberget, på gränsen mellan Skog och Hanebo, samt Fansknoppen, 441 m, i Bollnäs.

## I populärkultur
Ödmården är den ungefärliga platsen för handlingen i Nils Håkansons roman "Ödmården" från 2017. 